# ナッサウ (ドイツ)
ナッサウ（独: Nassau (Lahn)）は、ドイツ連邦共和国 ラインラント＝プファルツ州ライン＝ラーン郡に存在する市。ナッサウ連合自治体 (独: Verbandsgemeinde Nassau) の行政庁所在地となっている。
バート・エムスとリンブルク・アン・デア・ラーンの間のラーン川渓谷にあり、ドイツ-オランダ間を巡回する、オラニエ街道(あるいはオレンジ街道とも)沿いにある。